# Eric Berg (Bildhauer)

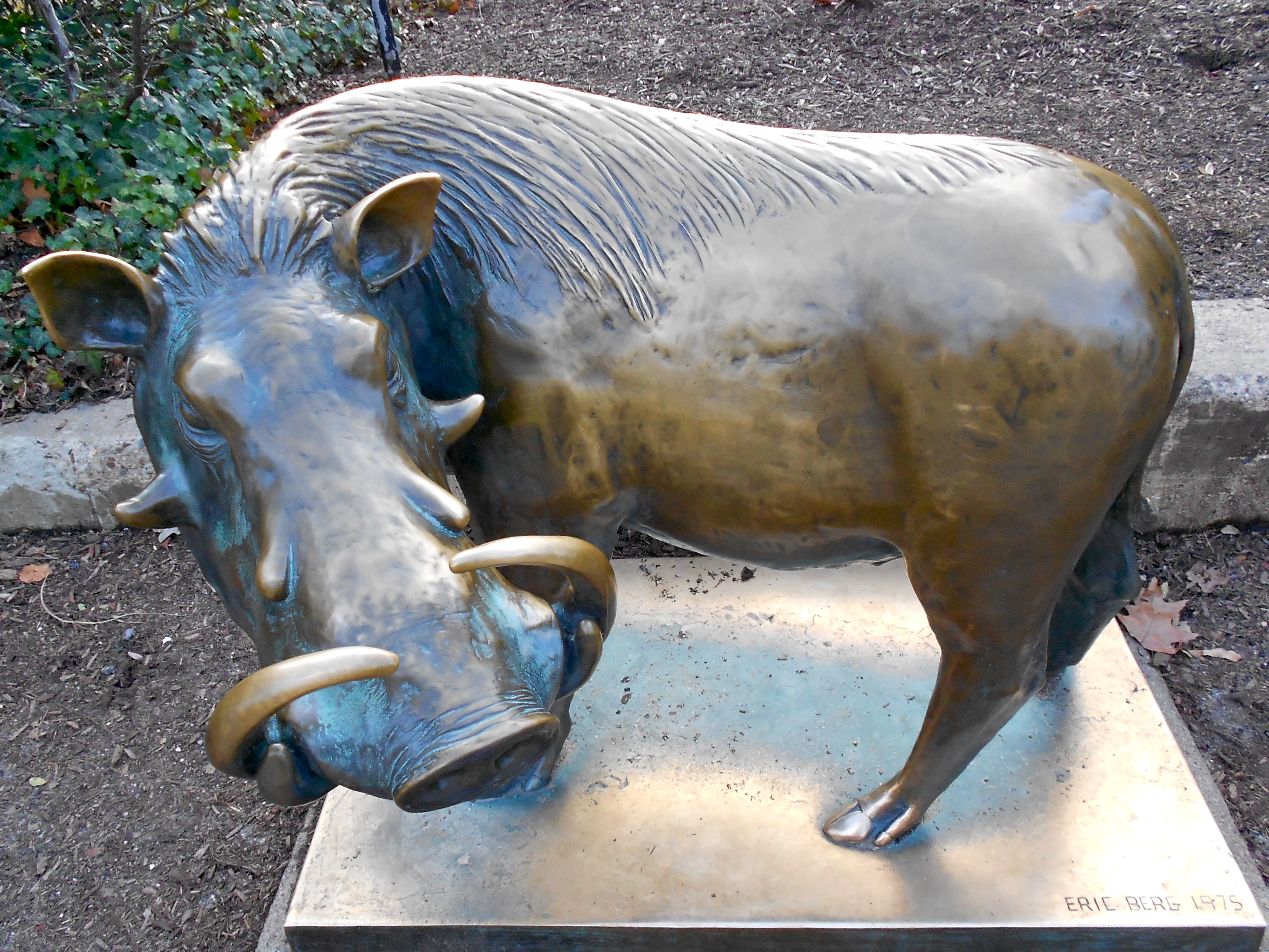
Afrikanisches Warzenschwein

Eric Berg (* 21. November 1945 in Pottstown, Pennsylvania; † 20. April 2020 in Philadelphia, Pennsylvania) war ein US-amerikanischer Bildhauer, der vor allem Tiere darstellte.

## Leben und Werke
Eric Berg graduierte an der Wharton School an der University of Pennsylvania. Sein Wirtschaftsstudium interessierte ihn allerdings weniger als die Steinskulpturen, die er schon in dieser Zeit geschaffen hatte, weshalb er eine künstlerische Ausbildung an der University of Pennsylvania absolvierte, die er 1974 mit dem Master of Fine Arts abschloss. Seinen ersten öffentlichen Auftrag erhielt er vom Philadelphia Zoo: die Statue eines afrikanischen Warzenschweins. Er hat zahlreiche plastische Werke für Zoos, Parks, Museen und Universitäten in den Vereinigten Staaten geschaffen. Ab 1990 war er Mitglied der Society of Animal Artists und der American Association of Zoological Parks and Aquariums. Von Berg stammt z. B. das Pig Centennial, das zur Hundertjahrfeier von State College aufgestellt wurde. Seit 2010 schmücken die bronzenen Gardener’s Cottage Gates den Rittenhouse Square und Walnut Street in Philadelphia. Zu seinen Werken gehören auch die Statue des Gorillas Massa im Zoo von Philadelphia, der Drache Mario auf dem Gelände der Drexel University und das Schwein Philbert im Reading Terminal Market.